# Блис-э-Борн
Блис-э-Борн (фр. Blis-et-Born) — коммуна во Франции, находится в регионе Аквитания. Департамент — Дордонь. Входит в состав кантона От-Перигор-Нуар. Округ коммуны — Перигё.
Код INSEE коммуны — 24044.

## География
Коммуна расположена приблизительно в 430 км к югу от Парижа, в 125 км восточнее Бордо, в 15 км к востоку от Перигё.
На северо-западе коммуны протекает река Овезер.

### Климат
Климат умеренный океанический со средним уровнем осадков, которые выпадают преимущественно зимой. Лето здесь долгое и тёплое, однако также довольно влажное, здесь не бывает регулярных периодов летней засухи. Средняя температура января — 5 °C, июля — 18 °C. Изредка вследствие стечения неблагоприятных погодных условий может наблюдаться непродолжительная засуха или случаются поздние заморозки. Климат меняется очень часто, как в течение сезона, так и год от года.

## Население
Население коммуны на 2014 год составило 461 человек, что на 9,5% больше по сравнению с 2009 годом.
| 1962 | 1968 | 1975 | 1982 | 1990 | 1999 | 2010 | 2013 | 2014 |
| ---- | ---- | ---- | ---- | ---- | ---- | ---- | ---- | ---- |
| 318  | 251  | 235  | 273  | 305  | 332  | 417  | 457  | 461  |

## Администрация
| Период | Период | Фамилия        | Партия                  | Примечания |
| ------ | ------ | -------------- | ----------------------- | ---------- |
| 1945   | 1965   | Жан Бюсси      |                         |            |
| 1965   | 1983   | Робер Гурса    |                         |            |
| 1983   | 1989   | Эжен Граншам   |                         |            |
| 1989   | 2008   | Ален Бюсси     |                         |            |
| 2008   | 2020   | Жан-Клод Депла | Социалистическая партия | прораб     |

## Экономика
В 2010 году среди 274 человек трудоспособного возраста (15-64 лет) 208 были экономически активными, 66 — неактивными (показатель активности — 75,9 %, в 1999 году было 72,9 %). Из 208 активных жителей работали 191 человек (107 мужчин и 84 женщины), безработных было 17 (5 мужчин и 12 женщин). Среди 66 неактивных 13 человек были учениками или студентами, 35 — пенсионерами, 18 были неактивными по другим причинам.

## Достопримечательности
- Церковь Св. Екатерины
- Замок Ришарди (XVI век)

## Фотогалерея
- Мэрия
- Церковь Св. Екатерины
- Особняк Сулакру
- Крест
- Река Овезер